# The Atheist Experience
The Atheist Experience is een Amerikaans wekelijks live uitgezonden televisiewebcast, opgenomen in de Texaanse hoofdstad Austin. Luisteraars — zowel theïsten en atheïsten — worden aangemoedigd om het programma op te bellen om in discussie te gaan over het bestaan van God en aanverwante onderwerpen. Theïsten worden vaak gevraagd wat zij geloven en waarom. Na de uitzending is iedere aflevering beschikbaar in podcastvorm.
The Atheist Experience is een productie van de Atheist Community of Austin (ACA), een in Austin gevestigde educatieve non-profitorganisatie die zich ten hoofddoel stelt om positief atheïsme en de scheiding van kerk en staat te bevorderen.

## Geschiedenis
In april 1996 nam een vrouw genaamd Kellen Von Houser het initiatief om een groep op te zetten voor atheïsten in Austin en omstreken door lokale atheïsten te e-mailen. Na een reeks informele maandelijke bijeenkomsten werd de Atheist Community of Austin formeel opgericht op 15 december 1996; tegen die tijd had zij ongeveer 60 leden aangetrokken. Tegen juni 1997 had de ACA haar eigen website, destijds een relatief nieuw medium, om de hand te reiken naar mede-atheïsten op het internet. De eerste aflevering van The Atheist Experience, een vooraf opgenomen pilot, werd uitgezonde op 19 oktober 1997.
Vanaf de tweede show werden de afleveringen live uitgezonden op kabeltelevisie iedere tweede zondag, waarbij kijkers de mogelijkheid hadden om de show live op te bellen. Aanvankelijk was de programmaduur slechts een halfuur. Ray Blevins was de eerste host van het programma, terwijl Joe Zamecki als eerste de rol van co-host vervulde.
De programmaduur werd tot een uur verlengd in september 1998. Vanaf december 1999 begon The Atheist Experience over het internet te streaming en maakte het daarmee iedereen over de hele wereld met toegang tot het internet mogelijk om de show te kijken. Sinds november 2005 wordt The Atheist Experience (en ook The Non-Prophets Radio) tevens verspreid als podcast aan een mondiaal publiek.
Een YouTube-kanaal, dat in augustus 2012 het officiële kanaal van TAE werd, had in februari 2019 meer dan 250.000 abonnees en meer dan miljoen videoviews. Op 24 juni 2018 werd de duizendste aflevering van The Atheist Experience uitgezonden.
De eerste aflevering (de pilot) werd opgenomen in Furr's Cafeteria in oktober 1997. Daaropvolgende afleveringen werden opgenomen in de public-access television-studio van Austin Public (aan 1143 Northwestern Ave). Na 18 jaar brachten structurele logistieke en technische problemen in de public access-studio de filmcrew ertoe om te verhuizen naar de ACA's Freethought Library (aan 1507 West Koenig Lane) in oktober 2015.
Het succes van The Atheist Experience heeft een aantal spin-off programma's voortgebracht die eveneens worden geproduceerd door de ACA; per juli 2018 waren dit de podcast The Non-Prophets Radio, de talkshow Talk Heathen, de podcast Godless Bitches en het televisieprogramma The Preaching Humanist.:2:51 In december 2018 werd de nieuwe liveshow Secular Sexuality gelanceerd.

## Financiering
The Atheist Experience wordt mede gefinancierd door donaties aan het algemene fonds van de Atheist Community of Austin en sinds mei 2018 middels Patreon.

## Programmadetails

### Doeleinden
Het hoofddoel van The Atheist Experience is om een discussie of debat te hebben over het bestaan van goden of aanverwante onderwerpen tussen theïstische bellers en de atheïstische hosts en co-hosts. The Atheist Experience is derhalve primair gericht op een niet-atheïstisch publiek en moedigt doorgaans confronterende debatten aan. Bovendien zijn de gesprekken ervoor bedoeld dat theïsten van atheïsten over henzelf horen wat zij eigenlijk geloven, in plaats van dat andere theïsten hen over atheïsten vertellen. Een ander doel is om de kijkers en luisteraars van de show bekend te maken met de relevante argumenten en effectieve discussietactieken.

### Titelsong
De openingsmuziek gebruikt voor The Atheist Experience is door de jaren heen gewijzigd, in sommige gevallen vanwege auteursrechtenkwesties. Van augustus 2009 tot augustus 2015 was de titelsong Bryan Steeksma's nummer "Listen to Reason". Sindsdien is het nummer "Saved" van Shelley Segal in zwang.

### Onderwerpen
Hoewel discussies over alle opvattingen met betrekking tot theïsme en atheïsme welkom zijn, ligt vanwege het grote aantal christenen in de Verenigde Staten en hun invloed op de Amerikaanse politiek en maatschappij de nadruk vooral op het christendom. Veelvoorkomende onderwerpen zijn onder meer religieuze dogma's, religie en ethiek, evolutie en de toepassing van de wetenschappelijke methode.

### Vorm
De host (aan de rechterkant) en co-host (aan de linkerkant) worden gefilmd terwijl de achter een tafel zitten. Er kunnen ook toeschouwers in de studio zitten aan de andere kant van de camera's. Na de begintitels met het themanummer opent de co-host vaak met een onderwerp (bijvoorbeeld, Don Bakers rubriek "The Failures of Christianity", 'De mislukkingen van het christendom') of een bespreking van de actualiteit, waarna de host live telefoonoproepen aanneemt. Bellers worden in de wachtrij geplaatst en gescreend door de crew achter de schermen voordat ze in direct contact met de host en co-host worden gebracht. Hoewel atheïsten ook mogen bellen, probeert de crew minstens 50% theïstische bellers te krijgen.:4:00 De host heeft een controlepaneel, waarmee hij of zij een beller tijdelijk "in de wacht" kan zetten (waarbij de beller gemute wordt) om een punt te verduidelijken of om een technisch mankement op te lossen, of een beller kan ophangen als deze naar het oordeel van de host te onbeleefd is geweest of de discussie heeft gefrustreerd.
Sommige bellers hebben negatieve stereotype gedachten over atheïsten, of misvattingen over atheïsme en wetenschap; soms vertonen zij verbale ruwheid jegens de hosts of atheïsten in het algemeen. Het komt voor dat de hosts repliceren of beginnen met verbale ruwheid of het ridiculiseren van de religieuze opvattingen die een beller kan hebben. Vriendelijke en respectvolle gesprekken komen echter ook regelmatig voor en worden geprefereerd. Auteur Yuriy Nikshych schreef dat The Atheist Experience "het waard is om te kijken om een idee te krijgen hoe men het beste met theïsten kan praten", en zei dat het "bron van onschatbare waarde" was voor mensen (inclusief hemzelf) die een geloofsafval doormaken en op weg waren om atheïst te worden.

## Presentators

### Huidige presentators
De hosts en co-hosts vormen gescheiden roulerende ploegen die normaal gesproken niet mengen. De huidige rolverdeling is als volgt:
Hosts
- Matt Dillahunty[30][31]
- Tracie Harris

Co-hosts
- Don Baker
- John Iacoletti
- Jen Peeples
- Phil Session

Don Baker heeft een doctoraat in informatica en werkt in computer-supported cooperative work. Hij heeft twee jaar als adjunct-professor onderwezen aan de Universiteit van Texas in Austin. Baker is secretaris geweest bij de Atheist Community of Austin. Hij heeft een sterke interesse in de nieuwe discipline memetica en heeft jarenlang de implicaties bestudeerd van het christendom als ware het een meme-complex, zoals beschreven in zijn artikelen van Christianity Meme.
Matt Dillahunty (Kansas City (Missouri), 1969) is opgevoed als een christenfundamentalistische Southern Baptist en was meer dan 20 jaar lang een christen. Hij diende 6 jaar lang bij de Amerikaanse marine en nog enkele jaren in de hi-tech computerspelindustrie. Daarna was hij van plan om zijn geloof te herbevestigen met als doel om naar het seminarie te gaan en daarna zijn leven te wijden aan het domineeschap, maar na een proces van het bestuderen van de Bijbel en het christendom geloofde hij niet meer in zijn vroegere theïstische opvattingen. Hij was medeoprichter van Iron Chariots (een contra-apologetische wiki), co-presenteerde The Atheist Experience voor het eerst in maart 2005 en is voorzitter geweest van de Atheist Community of Austin van 2006 tot 2013.
Tracie Harris (Orlando (Florida)) is een voormalige christenfundamentalist, die haar BA in Liberal Studies behaalde aan de Universiteit van Centraal-Florida. Ze is actief geweest als grafisch ontwerper, cartoonist en professionele publicist, en heeft de strip Atheist Eve ('Atheïstische Eva') getekend die wordt gehost op de website van de Atheist Community of Austin. Harris en Dillahunty waren het onderwerp van een artikel in de rubriek religie van The Huffington Post, dat een confrontatie analyseerde tussen hen en een 'agressieve christelijke beller' die een 'schokkende mening over kinderen die het slachtoffer zijn geweest van verkrachting' had. Naast het hosten van The Atheist Experience heeft Harris sinds februari 2018 ook opgetreden als co-host bij de podcast GB 2.0, de reboot van Godless Bitches is ACA-bestuurslid geweest met de functies secretaris en vice-voorzitter.
John Iacoletti werd op 24 maart 2013 (aflevering 806) een co-host nadat hij al enkele jaren de camera had bediend en technische ondersteuning had geleverd. Hij brengt bij het programma zijn perspectief als Unitarist te berde. Iacoletti is enkele keren bestuurslid geweest bij de ACA, voor de periode 2018–19 penningmeester.
Jen Peeples is vliegtuigbouwkundige. Ze diende 26 jaar lang in het Amerikaanse leger en schopte het tot luitenant-kolonel, was een militaire testpiloot en vertrok uit het leger als luchtmachtofficier. Peeples noemt zichzelf een "loopgraaf-atheïst" en is openlijk homoseksueel. Naast het hosten van The Atheist Experience heeft Peeples sinds februari 2018 ook opgetreden als co-host bij de podcast GB 2.0 en van 2013 tot 2016 was ze de voorzitter van de ACA.
Phil Session (Dallas (Texas)) werd co-host op 26 juni 2016 (in seizoen 20), nadat hij eerder had gewerkt als onderdeel van de filmploeg en als ACA-bestuurslid. Hij nam de plaats van Martin Wagner over. In zijn studententijd probeerde hij zijn christelijk geloof met zijn homoseksualiteit te verzoenen. Toen hij daar niet in slaagde, liet hij het christendom achter zich en noemde zich eerst spiritual but not religious, daarna een 'ongelovige' nadat hij het argument van inconsistente openbaringen had aanvaard, en ten slotte als 'atheïst' toen hij dat woord hoorde op een YouTube-podcast. Voor de periode 2018–19 is Session vice-voorzitter van de ACA.

### Voormalige presentators

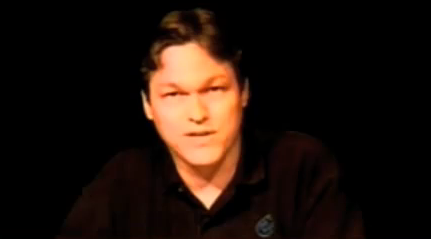
Jeff Dee presenteert TAE in 2009

Jeff Dee (15 mei 1961) is artiest en spelontwikkelaar. Hij is een bekende figuur in rollenspelgemeenschap en de videospelindustrie. Zijn illustratieve werk vertoont vormen en invloeden uit stripverhalen. Hij is de medemaker van Villains and Vigilantes, illustrator van de Dungeons & Dragons-gebruiksaanwijzing Deities & Demigods, artiest voor Master of Orion, artdirector voor Ultima VII en hoofdontwikkelaar van De Sims Eilandverhalen. Hij is een voormalige host van The Atheist Experience (terwijl hij af en toe terugkeert als co-host) en medemaker van The Non Prophets, een online radioprogramma van de Atheist Community of Austin.
Keryn Glasser heeft een Joods-atheïstische achtergrond, is opgeleid als gerontologisch sociaal werker en heeft gewerkt in een hospice. Ze is 'geïnteresseerd in het bestuderen van de dood en doodgaan vanuit een niet-religieus perspectief' en noemt zichzelf een 'pacifistische, dierenliefhebbende, boomknuffelende veganist.' Ze heeft The Atheist Experience gepresenteerd van 2002 tot 2006.
Russell Glasser is een software engineer in Austin, Texas. Hij is de broer van Keryn Glasser. Hij behaalde in 2007 zijn master of science in technische informatica aan de Universiteit van Texas in Austin. Glasser is betrokken geweest bij de The Atheist Experience sinds ongeveer 2000, en is de producent van het online radioprogramma The Non Prophets. Hij is algemeen bestuurslid van de ACA geweest en werd in 2016 verkozen tot ACA-voorzitter. Glasser nam in 2018 een pauze in het hosten van TAE.
Ashley Perrien (1975) was co-host van het programma vanaf voorjaar 2002 en host van maart 2004 tot mei 2005.
Martin Wagner (Henderson (Nevada), 27 april 1966) is een artiest, cartoonist en filmmaker. Wagner was een prominente figuur in de kortdurige beweging van zelfpublicerende striptekenaars, samen met Dave Sim (Cerebus), Jeff Smith (Bone) en Colleen Doran (A Distant Soil). Hij publiceerde zelf het stripboek Hepcats. Wagner stopte in 2016 als co-host en werd opgevolgd door Phil Session.

### Noemenswaardige gastoptredens
Af en toe wordt er een bekende wetenschapper, geleerde of activist uitgenodigd om de rol van co-host van de show op zich te nemen; na een interview met de host, neemt de gast deel aan het beantwoorden van de telefoon. Deze zijn onder meer geweest:
- Seth Andrews, host van de podcast The Thinking Atheist en videoproducent, voormalige christelijke radiohost (aflevering #22.25), studiogast[2]
- Ray Comfort, evangelisch christelijke apologeet (aflevering #702), aan de telefoon[63][64]
- Kathleen Johnson, vice-voorzitter van American Atheists en oprichter van de Military Association of Atheists & Freethinkers (aflevering #647, 7 maart 2010), studiogast[63]
- Mark Loewe, theoretisch natuurkundige (aflevering #393, 24 april 2005), studiogast[63]
- Jonathan McLatchie, doctoraal student in celbiologie, Apologetics Academy (aflevering #22.31, 2018-08-05), aan de telefoon.
- Kyle Miller, dominee (aflevering #639, 10 januari 2010), studiogast[63]
- Greg Paul, paleontoloog (aflevering #708, 8 mei 2011), studiogast[63][65]
- Aron Ra, vlogger[66] and directeur van de Texaanse afdeling van American Atheists (afleveringen #648, #668, #703, #875), studiogast[63][67]
- Darrel Ray, organisatorisch psycholoog (aflevering #645, 21 februari 2010; #686, 5 december 2010), studiogast[63]
- David Silverman, president of American Atheists (aflevering #701, 20 maart 2011), aan de telefoon[63][68]
- Matt Slick, evangelisch christelijke apologeet (aflevering #593, 22 februari 2009), aan de telefoon[63]
- David Smalley van de podcast Dogma Debate (aflevering #753, 18 maart 2012), studiogast[63][69]
- Victor J. Stenger, deeltjesfysicus (aflevering #499, 6 mei 2007), studiogast[63][70][71]
- Mandisa Thomas, oprichter en voorzitter van Black Nonbelievers Inc (aflevering #22.38, 23 september 2018), studiogast[72]

## Affiliaties
AtheistTV, het eerste televisiekanaal ter wereld dat volledig gewijd is aan atheïsme, werd gelanceerd op 29 juli 2014 en is sindsdien geaffilieerd met The Atheist Experience. AtheistTV wordt gedistribueerd via het streamtelevisienetwerk Roku en is ook beschikbaar via online streaming op de website van American Atheists. De afspeellijsten en programmering van AtheistTV bevat recente afleveringen van The Atheist Experience.

## Prijzen
- About.com Readers' Choice Awards 2012, Favorite Agnostic / Atheist Podcast of 2011[74]
- The Austin Chronicle, Best of Austin 2012: Best Public Access TV Show[75]
- The Austin Chronicle, Best of Austin 2011: Best Public Access TV Show[76]
- About.com Readers' Choice Awards 2011, Best Atheist Podcast, 2010[77]
- The Austin Chronicle, Best of Austin 2010: Best Public-Access TV Show[78]

## Documentaire
Mission Control Texas, een Duitse documentaire over The Atheist Experience geregisseerd door Ralf Bücheler, ging in januari 2015 in première op het Max Ophüls Film Festival in Saarbrücken en werd ook vertoond op het DOK.fest in München in mei 2015.